# Nils-Fredrik Palmstierna
Nils-Fredrik Palmstierna, född 8 mars 1919 i Eksjö församling i Jönköpings län, död 5 augusti 1990 i Danderyds församling i Stockholms län, var en svensk friherre och militär.

## Biografi
Palmstierna avlade studentexamen i Skövde 1939. Han avlade officersexamen vid Flygkrigsskolan 1942 och utnämndes samma år till fänrik vid Västgöta flygflottilj. Han var flyglärare vid Krigsflygskolan 1943–1946 och befordrades till löjtnant 1944. Han gick Stabskursen vid Flygkrigshögskolan 1949 och utnämndes samma år till kapten. Åren 1953–1955 var han divisionschef vid Hallands flygflottilj. År 1955 befordrades han till major, varpå han var stabschef vid Första flygeskadern 1955–1959 och studerade vid Försvarshögskolan 1959. Han befordrades 1959 till överstelöjtnant och var chef för Planeringsavdelningen vid Försvarsstaben 1960–1963 samt expert i 1960 och 1962 års försvarskommittéer. Han befordrades 1963 till överste, varpå han var chef för Svea flygkår 1963–1967. Han var också expert i 1965 års försvarsutredning. Åren 1967–1970 var han chef för Sektion 4 i Försvarsstaben. År 1970 befordrades han till generalmajor, varefter han var souschef vid Försvarsstaben och chef för Operationsledningen där 1970–1973. Han var därefter stabschef i Östra militärområdet 1973–1978 och chef för Militärhögskolan 1978–1984, varpå han inträdde i reserven 1984.
Nils-Fredrik Palmstierna invaldes 1962 som ledamot av Kungliga Krigsvetenskapsakademien. Palmstierna var adjutant hos prins Bertil från 1955 och ordförande i styrelserna för Militärlitteraturföreningen, Militärhistoriska Förlaget och Delegationen för militärhistorisk forskning. Han var också ledamot av styrelserna för HDF-bolagen i Halmstad, Stafsjö bruk och Starfors skogar.
Nils-Fredrik Palmstierna var son till friherren överste Henrik Palmstierna och Inger Fåhræus. Han gifte sig 1945 med Louise Cavalli. Han var svärfar till företagsledaren Anders Wall.[källa behövs] Nils-Fredrik Palmstierna är begravd på Djursholms begravningsplats.

## Utmärkelser
- Riddare av Svärdsorden, 1960.[9]
- Riddare av Vasaorden, 1965.[10]
- Kommendör av Svärdsorden, 6 juni 1967.[11]
- Kommendör av första klass av Svärdsorden, 6 juni 1970.[12]